# Blue Streak (míssil)

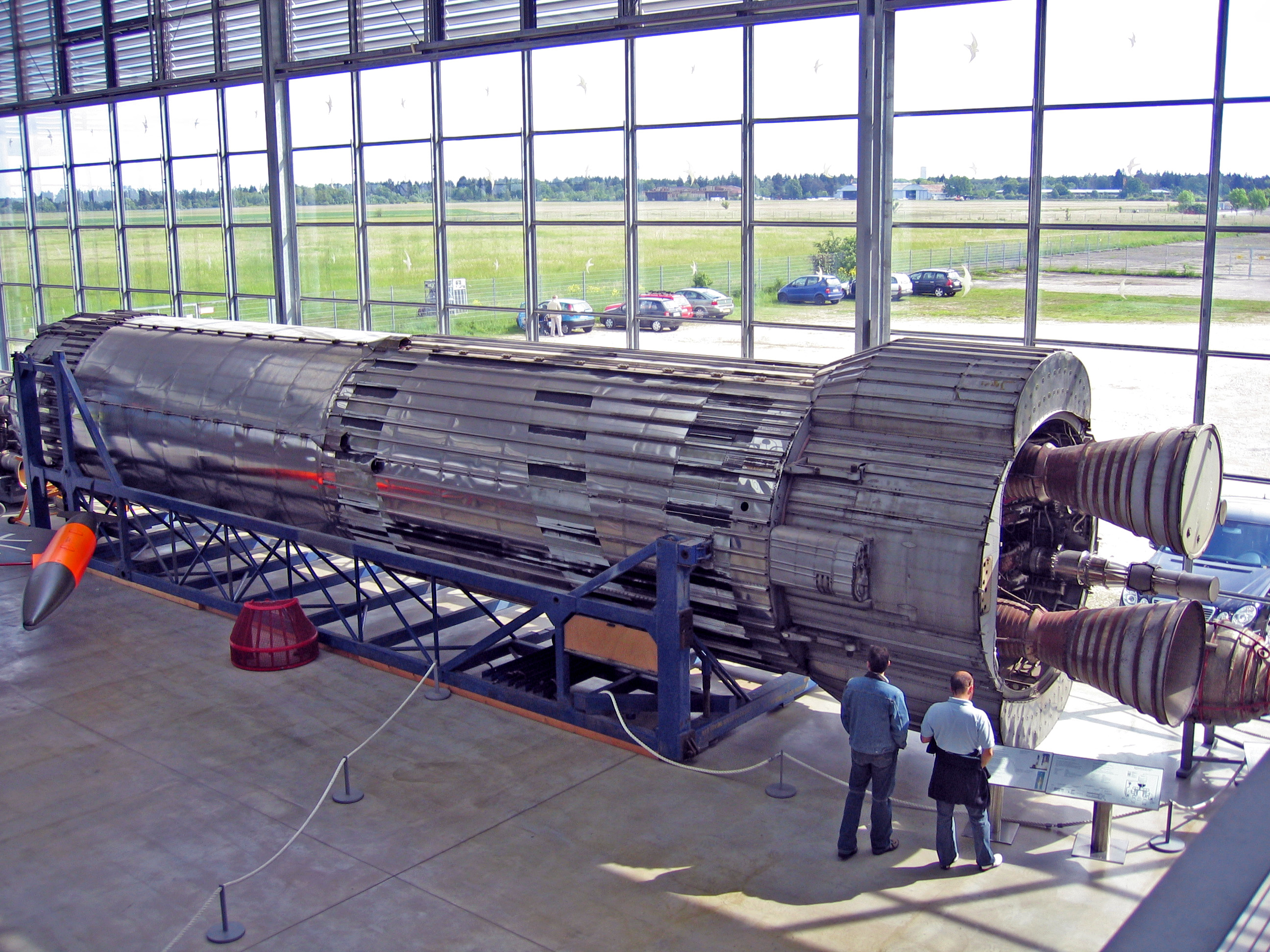
Um míssil Blue Streak no Deutsches Museum em Munique

O Blue Streak foi míssil balístico de médio alcance (MRBM) britânico produzido pela de Havilland Propellers, e mais tarde se tornou o primeiro estágio do veículo de lançamento de satélites Europa. O projeto do Blue Streak foi cancelado antes que ele entrasse em produção plena.